# 楢崎栄昭
楢崎 栄昭（ならざき えいしょう、元治元年〈1864年〉 / 明治元年〈1868年〉 - 昭和11年〈1936年〉）とは、大正時代から昭和時代にかけての版画家。扶陽とも号した。

## 来歴
小林永濯の門人で本名は楢崎庸夫（つねお）。大蔵省印刷局に在職中、キヨッソーネの助手として彫刻銅版を習得する。大正10年（1921年）には印刷局創立50周年の功績者として表彰された。版画家としては大正5年（1916年）頃から扶陽と号し、輸出用の中小判の木版画の下図を描いた。その後昭和7年（1932年）からは栄昭と号して渡辺版画店から「帝国新議事堂」など大判の木版画による風景画を発表し好評を得た。「帝国新議事堂」は現存の国会議事堂を描いているが、議事堂は昭和11年（1936年）11月の竣工なので、「帝国新議事堂」は新聞などで完成予定図を見ながら描いたと考えられる。この作は議事堂と満月を組み合わせて描いているのが新版画らしいところである。昭和7年（1932年）4月に日本橋白木屋で行われた渡辺版画店主催の「第三回現代創作木版画展覧会」に、大判の「浅草寺本堂内部」、「帝国新議事堂」、三切り「枯芦に川蝉」の3点を出品している。昭和11年（1936年）、東京中野にて没した。

## 作品
- 「枯芦に川蝉」木版画、三切り
- 「帝国新議事堂」木版画、昭和7年、江戸東京たてもの園所蔵
- 「浅草観世音の内堂」木版画

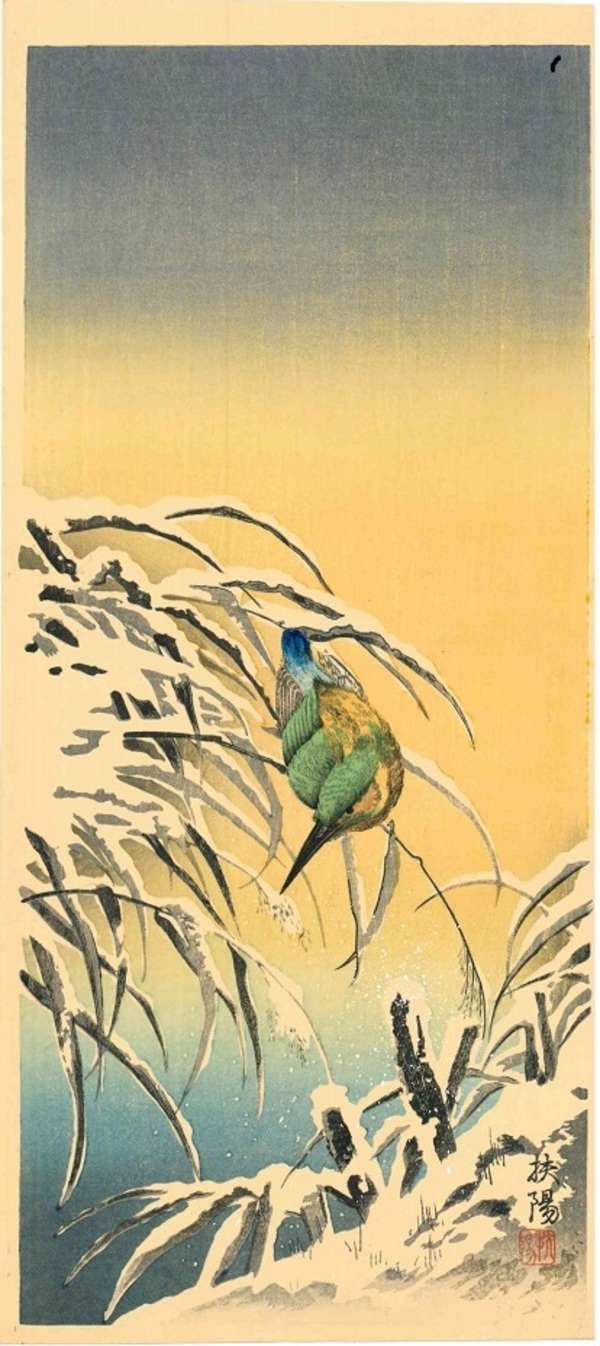
「枯芦に川蝉（雪中のカワセミ）」（昭和初期）
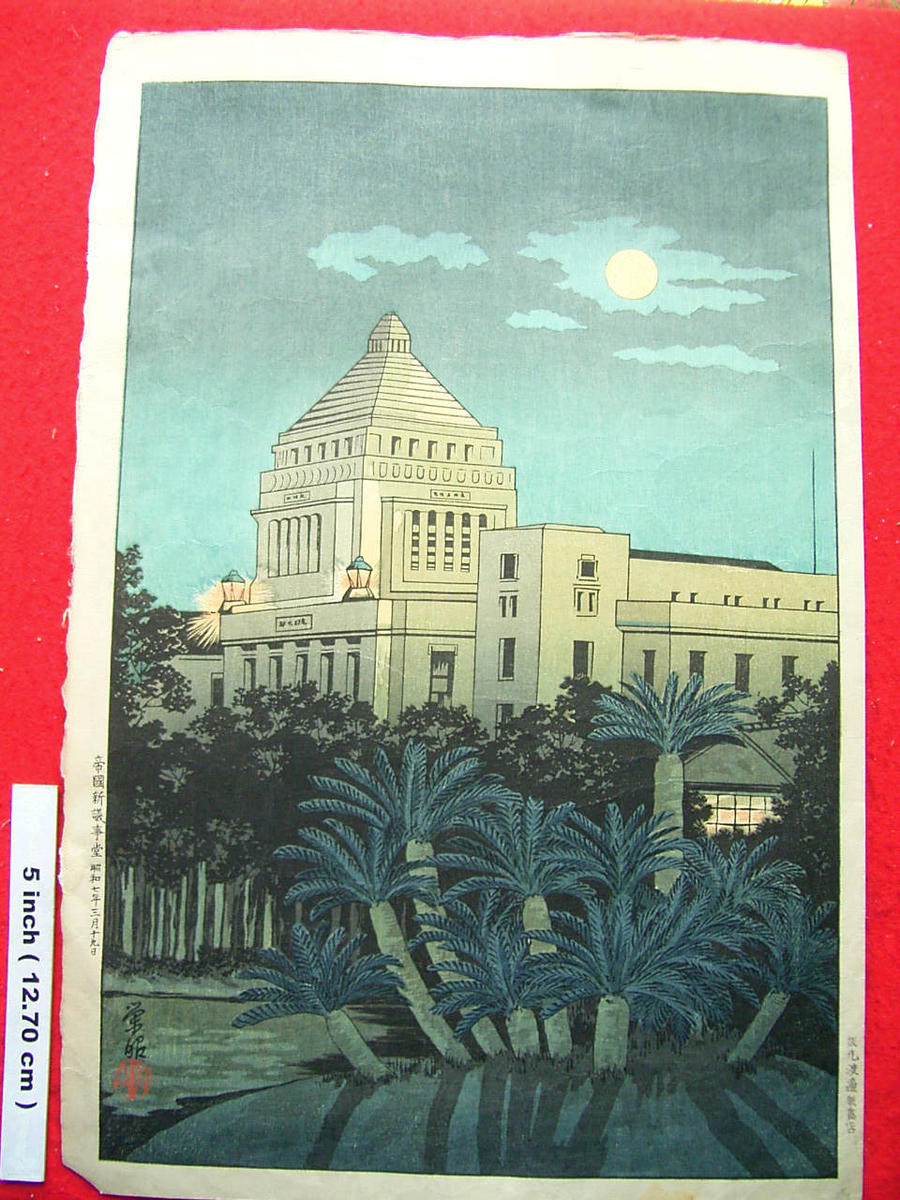
「帝国新議事堂」（昭和7年）
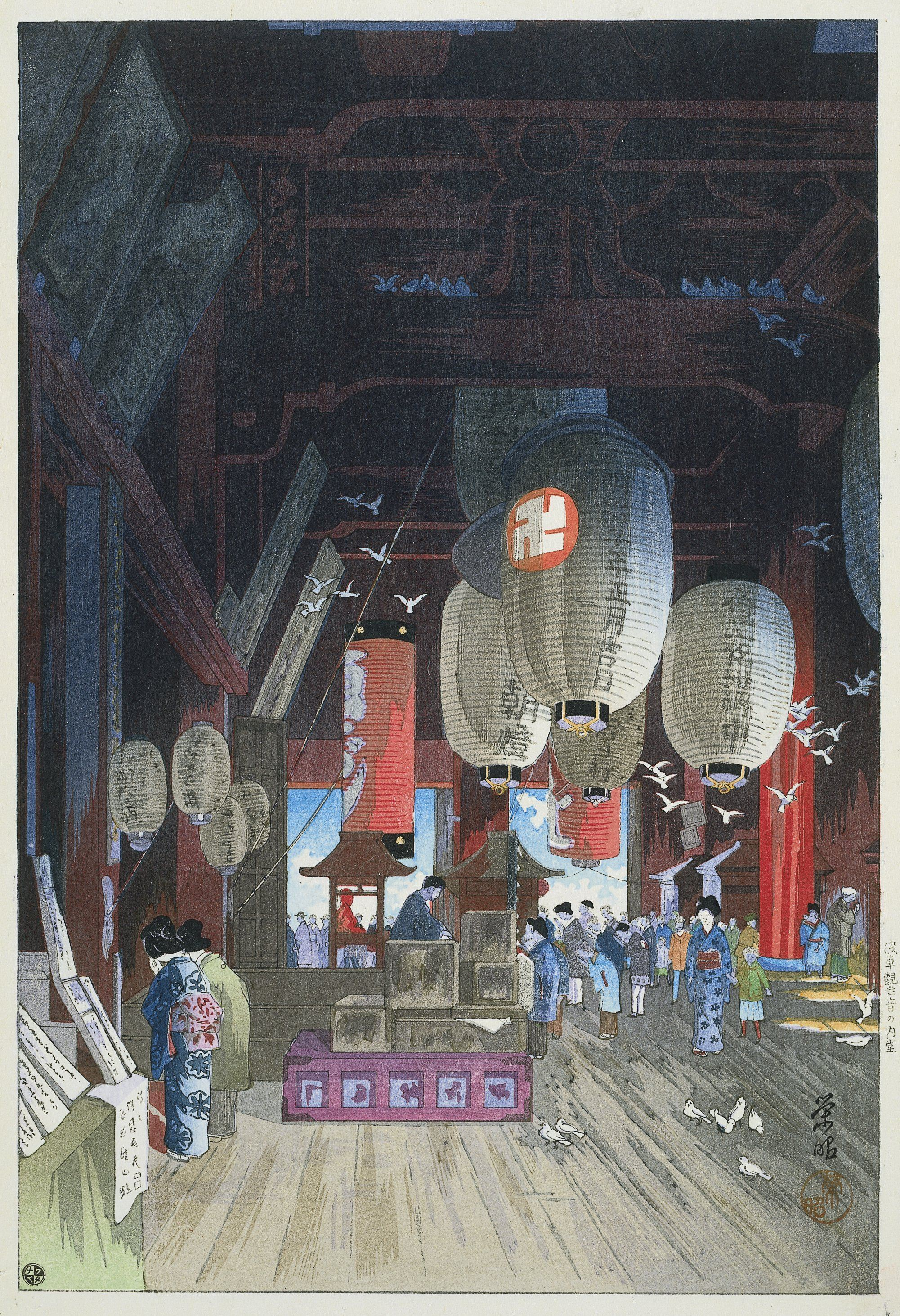
「浅草観世音の内堂」（昭和7年）

### 註釈
1. ↑  樋口良一編『版画家名覧 : 明治末・大正・昭和』（山田書店版画部 1984年）の記載による[1]。
2. ↑  『よみがえる浮世絵』（江戸東京博物館　2009年）の人名録の記載による[1]。
3. ↑  『木版画目録』（渡邊版画店 1935年）では、「内閣印刷局在職中に伊国人キヨツネの助手として鋼版を作りし事ありて下図には巧なり」と評している[1]。